# ناتینگهام (ایندیانا)
ناتینگهام (به انگلیسی: Nottingham) یک منطقهٔ مسکونی در ایالات متحده آمریکا است که در ایندیانا واقع شده‌است. ناتینگهام ۲۷۰ متر بالاتر از سطح دریا واقع شده‌است.